# 3-脱氢莽草酸
3-脱氢莽草酸（英語：3-Dehydroshikimic acid）是一种与莽草酸有关的化合物，是莽草酸途径的代谢中间产物。

## 新陈代谢
生物合成：3-脱氢奎尼酸脱水酶催化3-脱氢奎尼酸脱去一个H2O分子，生成3-脱氢莽草酸。
3-脱氢莽草酸然后通过莽草酸脱氢酶消耗一个NADPH辅因子，还原为莽草酸。

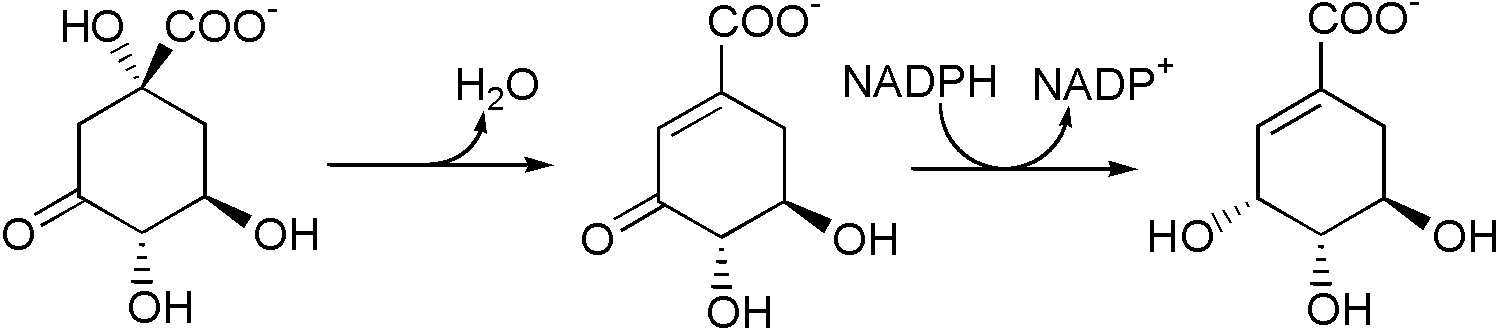
从3-脱氢奎尼酸到3-脱氢莽草酸再到莽草酸的生物合成步骤

此外，没食子酸也能由3-脱氢莽草酸生成，莽草酸脱氢酶催化3-脱氢莽草酸脱氢，产生3,5-二脱氢莽草酸，这种化合物会发生分子内重排形成没食子酸。